# Biernat din Lublin
Biernat din Lublin (în poloneză Biernat z Lublina, latină Bernardus Lublinius;n. 1465, Lublin, Regatul Poloniei – d. 1529) a fost un poet, fabulist, translator și medic  polonez. 
A fost unul dintre primii scriitori de limbă poloneză cunoscut pe nume și cel mai interesant dintre primii poeți polonezi cunoscuți. Și-a exprimat opiniile populare, renascentiste și liberal-religioase.

## Viața
Biernat a scris prima carte tipărită în 1513 în Cracovia în prima tipografiei a Poloniei, condusă de Florian Ungler - o carte de rugăciuni, „Raiul sufletului”.
Biernat a scris de mână, de asemenea, prima lucrare laică din literatura poloneză: o colecție de fabule în versuri, de natură populară și anticlericală („Viața lui Aesop din Phrygia”, 1522).

## Opere
- Raiul sufletului, 1513
- Viața lui Aesop din Phrygia, 1522
- Dialogul dintre Polinur și Charon